# Community Land Trust
Ein Community Land Trust (CLT) ist ein Solidarmodell zur Grundstücksverwaltung ohne Gewinnorientierung. Es soll damit zur nachhaltigen Quartiers- und Stadtentwicklung mittels Selbstverwaltung durch die Bewohnenden, örtliche Gewerbetreibende und deren Nachbarschaft beitragen.

## Historie
Ideengeschichtlich gehen CLT auf die um 1900 entworfene Theorie Einheitssteuer Henry Georges zurück, die in den darauffolgenden Jahren in Quäkerkolonien Anwendung fand, auch wenn ähnliche Formen der gemeinschaftlich-treuhänderischen Verwaltung von Ländereien wie die indische Gramdan-Bewegung, die mexikanischen Ejidos und israelische Kibbuzim und Moshavim bedeutend weiter zurückliegen. Das heutige Modell des Community Land Trust geht auf soziale Bewegungen der 1960er Jahre aus Albany im US-Bundesstaat Georgia zurück. Es sollte den Nachfahren von Versklavten und rassistisch Verfolgten die dauerhafte Sicherung von Grundbedürfnissen ermöglichen und fokussierte sich vor allem auf den ländlichen Raum, bis sich ab den 1980er Jahren auch urbane CLTs gründeten.

## Prinzip

### Aufbau

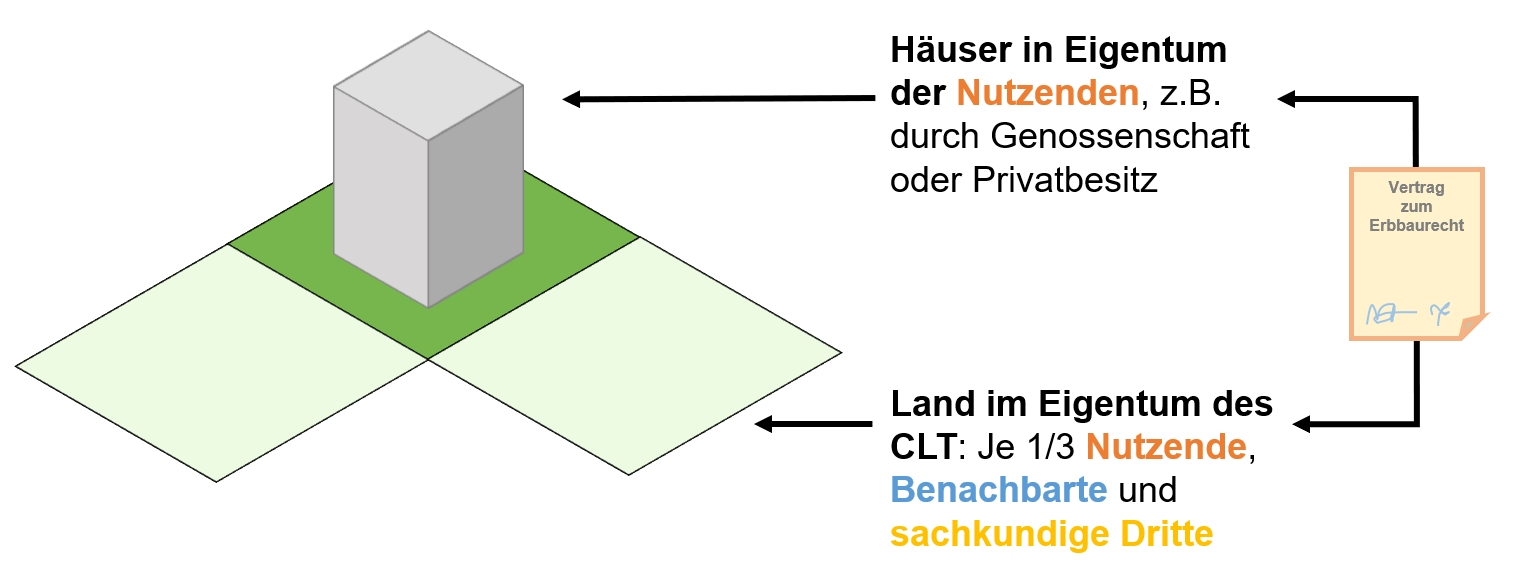
Schematische Darstellung eines CLTs nach Horlitz 2017

Community Land Trusts bestehen aus variierenden Körperschaftsformen, die treuhänderisch Grundstücke und vereinzelt Gebäude halten und für deren Nutzung einen Erbbauzins oder vergleichbare Beiträge erheben. Diese Abgabe wird von den Eigentümern der auf den Grundstücken liegenden Gebäude erhoben und dient zur nicht-gewinnorientierten Nutzung und Weitergabe der Grundstücke. Der abgeschlossene Erbbauvertrag wird für gewöhnlich auf 99 Jahre ausgelegt. Zentrale Elemente eines CLT sollen die Verwaltung und Eigentum durch lokale Gemeinschaften, offene Beteiligungsstrukturen, Preisstabilität, Gemeinnützigkeit und eine langfristige Ausrichtung sein. Wesentlich ist die rechtliche Absicherung der Unverkäuflichkeit sowie die Gemeinwohlorientierung der verwalteten Liegenschaften. Dabei sind die Berücksichtigung der lokalen Besonderheiten, eine nachbarschaftliche Verankerung und genaue Definition der Zielgruppen definierend. In der Regel sind Vorstände der CLT oder zentrale Entscheidungsorgane paritätisch zu einem Drittel aus den Bewohnenden, den umliegenden Nachbarschaften und sachkundigen Personen aus CLT, Wissenschaften oder des öffentlichen Lebens besetzt. Der Vorstand arbeitet meist ehrenamtlich. Die Anstoßfinanzierung von CLT erfolgt durch Spenden, Mitgliedsbeiträge, Zustiftungen, Projektförderungen oder Nachlässe (Erbschaftsspenden) von Kapital oder Grundstücken.

### Vor-, Nachteile und Randbedingungen
Community Land Trusts ermöglichen so „Wohnen als Soziale Infrastruktur“ durch die „zweckgebundene Nutzungsüberlassung [...] mit vollständiger Gewinnabschöpfung“. Durch die eingebundene Nachbarschaft sowie wissenschaftliche und politische Stakeholder sollen negative Effekte der Quartiersentwicklung wie Gentrifizierung, Immobilienblasen und Marktversagen vermieden werden. Zudem kann die Einbindung marginalisierter Gruppen und Minderheiten in dieser „Wiedererfindung des Grundbesitzes“ zu einer Stärkung des Sicherheitsgefühls und Abschwächung ökonomischer Ungleichheit beitragen. Laut Sabine Horlitz können CLT Muster des Commoning und „beziehungshaften Habens“ (nach Silke Helfrich und David Bollier) praktisch demonstrieren.
Erfolgreiche CLT sahen sich in ihrer aktiven Rolle auf regionalen Wohnungsmärkten mit der Beeinflussung von Immobilienpreisen konfrontiert, was eingangs Befürchtungen ungewollter Gentrifizierung, aber auch Wertverluste suggerierte. Beteiligte sahen die Problematik später als lösbar an, sofern sich Beteiligte eines CLT als sesshafter Teil langfristiger Stadtentwicklung begriffen. Andere heben hervor, dass das Gelingen von CLT von inneren wie äußeren Bedingungen abhänge: Die lokale Akzeptanzbeschaffung für neue Eigentumsmodelle in der Nachbarschaft sei mit den sozialen und materiellen Bedürfnissen der Mitglieder „dialektisch verflochten“. Eine britische Fallstudie hob die große Abhängigkeit der Erfolgswahrscheinlichkeit von der politischen Stimmungslage hervor und beschrieb die vorherrschende Rechtslage als „[CLT-]feindlich“.

## Verbreitung

### Deutschland
150 Gründungsstiftende riefen Anfang 2021 in Berlin die gemeinnützige Stadtbodenstiftung ins Leben. Ihr Gründungsvermögen beträgt gut 160.000 Euro. Das Mietshäuser Syndikat strebt zurzeit die Gründung der Syndikatstiftung an (Stand: Juni 2021). Die Stiftung trias verfolgte bisher ähnliche Ansätze in Teilprojekten.

### Europa
2019 existierten in Europa mehr als 170 städtische CLT, beispielsweise in Großbritannien, Frankreich, Belgien, der Niederlande und Deutschland. Weitere befinden sich in den genannten Ländern, Irland und Schottland in Gründung. In britischen Städten wie Liverpool sind sie zum Teil historisch eng mit der Umweltbewegung verbunden. Die Schweizer Stiftung Edith Maryon verfolgt seit geraumer Zeit eine getrennte Förderung von Boden und Immobilien. Seit einer Volksabstimmung 2016 darf kommunaler Boden in Basel nur noch nach Erbbaurecht vergeben und nicht mehr veräußert werden.

### Amerika
Der initiale Antrag zur Legalisierung von CLT innerhalb des Housing and Community Development Acts wurde 1992 durch den Kongressabgeordneten Bernie Sanders eingebracht. CLT sind bis heute im US-Bundessteuergesetz als gemeinnützig anerkannt und seit 2006 durch öffentliche Förderung und Begleitforschung unterstützt. 2015 erwogen die Stadtverwaltungen Baltimore, Detroit und Washington, D.C., Community Land Trusts für langfristig preisstabile Immobilien in ausgewählten Nachbarschaften anzuregen. Die Federal Housing Finance Agency (FHFA) des US-Ministeriums für Wohnungsbau und Stadtentwicklung kündigte daraufhin an, die Liquidität und öffentliche Wahrnehmung entsprechender Vorhaben stärken zu wollen. Bestehende US-CLTs sind etwa zu zwei Dritteln durch Gesellschaften verwaltete Mietwohnungen und zu einem Drittel Einfamilienhäusern und Eigentumswohnungen (Stand 2019), was einer invertierten Landesverteilung entspricht. 2020 existierten in den USA etwa 280 CLTs; der größte von ihnen verwaltete 2009 ein Vermögen von etwa 223 Millionen US-Dollar.
In San Juan auf Puerto Rico ist mit 30.000 Mitgliedern der weltgrößte Community Land Trust organisiert. Das Modell des Caño Martín Peña CLT wird derzeit auf Favelas in Rio de Janeiro übertragen.

### Afrika
Ausgehend von US-Vorbildern wurde Mitte der 1990er-Jahre testweise ein CLT in Voi (Kenia) etabliert. Eine abschließende Betrachtung stellte 1997 Vorteile sowohl für die Kommunalverwaltung als auch für die örtliche Bevölkerung fest. Die Maßnahme habe unter anderem zu gestiegener Akzeptanz von privatem Eigentum und weniger Besetzungen von Grundstücken, größerer sozialer Absicherung, Abbau von Altersarmut und Vermögensungleichheit zwischen Männern und Frauen sowie zu steigenden Steuereinnahmen geführt.

## Vernetzung
Das Schumacher Center for a New Economics initiiert europäische und amerikanische Runde Tische zur Vernetzung und Weiterentwicklung existierender Ansätze, stellt Materialsammlungen und Literatur zum Themenfeld bereit. In Kalifornien haben sich kommunale Verbände zum California Community Land Trust Network zusammengeschlossen; selbiges gilt für zahlreiche weitere US-Bundesstaaten und europäische Gemeinden. Am 9. Juni 2023 schlossen sich 12 europäische CLT zum European Community Land Trust Network zusammen. Französische Kommunen initiierten das Netzwerk „Organisme de Foncier Solidaire de la Métropole Lilloise“ (OFSML). Das Center for Community Land Trust Innovation dient als internationaler Think Tank für Vernetzung, Ausbildung, Erhalt und Weiterentwicklung des Konzepts und veröffentlicht Schriften als Verlag Terra Nostra Press. Weltweit werden der 28. und 29. Oktober als Welt-CLT-Tage (World CLT Day [sic!]) begangen.

## Rezeption
Die CDU-Fraktion im Berliner Abgeordnetenhaus bezeichnete die Gründung der Stadtbodenstiftung 2020 als „untragbar“, da sie Böden und Grundstücke der Verwertung entziehe. Sibylle Meister bezeichnete sie als „Klientelprojekt“. Das Stadtforum Berlin identifizierte Partnerschaften aus Zivilgesellschaft und Stadtverwaltungen dagegen als vielversprechendes Mittel zur Umsetzung der „antispekulativen Bodenpraxis“. Zur Überführung seien insbesondere öffentliche Grundstück in städtischen Außenbezirken geeignet, in Berlin beispielsweise solche des Sondervermögens Daseinsvorsorge (SODA). Interreg fördert das von 2017 bis 2021 angelegte Projekt Sustainable Housing for Inclusive and Cohesive Cities (SHICC) die erfolgreiche Etablierung weiterer CLT im Nordwesten Europas.